# Mahdi al-Arabi
Mahdi al-Arabi – libijski lojalistyczny generał brygady, zastępca szefa sztabu armii libijskiej. W sierpniu 2011 r. dowodził wojskami rządowymi podczas drugiej bitwy o Az-Zawiję. Po bitwie, która zakończyła się przegraną lojalistów, uciekł do Trypolisu. Pod koniec sierpnia został tam schwytany i od tej pory przebywa w areszcie.